# Gondar (Guimarães)
Gondar ist eine Gemeinde im Norden Portugals.
Gondar gehört zum Kreis und zur Stadt Guimarães im Distrikt Braga, besitzt eine Fläche von 2,5 km² und hat 2581 Einwohner (Stand 19. April 2021).